# 三鳳中街
22°38′15″N 120°17′38″E / 22.6374546°N 120.293935°E
三鳳中街，是臺灣高雄市三民區饒富歷史韻味的一條街道，位於建國三路以北、縱貫線鐵路以南、中華三路以東與自立一路以西之間。三鳳中街橫穿三塊厝聚落中央，是一條集合南北雜貨販賣商的街道。為了因應華人過年時期辦年貨的習俗，中街於每年過年前一個月至除夕夜成為年貨大街，是中街最熱鬧的時期，人潮洶湧、萬頭攢動，也是全臺各大媒體爭相採訪報導的焦點，素來享有「北迪化，南中街」的美譽。
西元1990年代之後，因各大超市賣場陸續成立，且均附設有大量停車位等優勢競爭條件，腹地受限的中街買氣大受打擊。為此，各商家在經濟部的協助與配合之下，成立「高雄市三鳳中街商機促進會」，旨在建立消費者對於三鳳中街商圈的品牌意識，嚴格為消費者把關商品品質，並提升服務，讓消費者能用比超市、大賣場更優惠的批發價格，買受物美價廉的商品；大幅翻修街道的硬體設施及在近自立一路的中街入口處設立三鳳中街地標（七彩浴火鳳凰）─象徵各商家經營世代承先啟後、寓有商圈生生不息之意，三鳳中街正逐步恢復昔日榮景。
2011年的偶像劇《我和我的兄弟·恩》就有在三鳳中街擷取美景拍攝的鏡頭。

## 春節、端午、中元及中秋節購買潮
高雄市政府與「三鳳商機促進會、高雄市三鳳中街商店街區管理委員會」為了刺激三鳳中街在來年整年份的買氣，皆會在每年農曆約十二月十一日至十二月十七日之間舉辦「高雄過好年、新春逛中街」等記者會和造勢活動，造勢當天循例由市長偕相關局長蒞臨、發放市長紅包、禮品與舞龍舞獅賀新春等一系列慶祝活動，往往吸引人潮匯集並藉此提升高雄市轄內各個觀光商圈之買氣。
在過去，春節期間由於中街四周的停車場設施不足，以致常常有交通打結、車流阻塞以及汽機車亂停放等現象，促進會著手洽詢鄰近的三民國小與建築物、空地所有權人獲得首肯，提供場地作為三鳳中街的臨時停車場，以容納春節等旺季購買潮之消費者其交通工具；嗣後三鳳中街店家成立「高雄市三鳳中街商店街區管理委員會」，經三鳳中街商店街區管理委員會創會會長伍進昌於理事長任內不斷奔走與市府、相關單位鼎力相助之下，現在三鳳中街已經有專屬管理委員會的停車場，而高雄市政府也同意往後每年春節前在靠近三鳳中街的建國三路等路段，於新春購買潮期間可予斜向停車以增加消費者停車空間，並封閉外側機車道成為機車停車區，現場也有管委會聘請的工作人員協助指揮引導，大幅改善舊時購買潮期間車潮壅塞與停車亂象。
除春節外，每年端午、中元、中秋節為三鳳中街另外三大旺季，亦會適時請市政府相關局處舉辦應景活動，讓消費者體驗傳統南北貨批發市場的不凡魅力。